# Cold Squad - Squadra casi archiviati
Cold Squad - Squadra casi archiviati (Cold Squad) è una serie televisiva canadese prodotta dal 1998 al 2005, trasmessa da CTV Television Network.

## Trama
La serie racconta le azioni e le vicissitudini degli investigatori della sezione "Casi Archiviati" della Polizia di Vancouver. La specialità di tale sezione è quella di investigare i casi irrisolti che, per qualsivoglia motivo, vengono riaperti dalla polizia. Motivo trainante di tutta la serie sono i quattro protagonisti, due uomini e due donne, i quali ogni giorno si confrontano con i casi da risolvere e con i loro problemi privati.

## Episodi
| Stagione         | Episodi | Prima TV Canada | Prima TV Italia |
| ---------------- | ------- | --------------- | --------------- |
| Prima stagione   | 11      | 1998            | 2002            |
| Seconda stagione | 15      | 1998-1999       |                 |
| Terza stagione   | 13      | 1999-2000       |                 |
| Quarta stagione  | 20      | 2000-2001       |                 |
| Quinta stagione  | 12      | 2001-2002       |                 |
| Sesta stagione   | 13      | 2002-2003       |                 |
| Settima stagione | 13      | 2004-2005       |                 |

## QuestioneCold Squad/Cold Case
Per alcuni anni tra Canada e Stati Uniti d'America si è protratta una diatriba tra Cold Squad e la più famosa Cold Case - Delitti irrisolti. Da un lato, la casa di produzione canadese di Cold Squad rivendicava la paternità e l'anzianità del format rispetto a quella statunitense; dall'altro, gli americani ribadivano invece che Cold Case era una serie a sé stante, e quindi nulla era dovuto ai canadesi.
Vi sono però alcuni particolari che fanno pensare a Cold Case come a una rivisitazione di Cold Squad in versione statunitense: la protagonista di Cold Case (la detective Lilly Rush) è simile, sia fisicamente sia caratterialmente, alla protagonista di Cold Squad (la sergente Ali McCormick); inoltre l'argomento centrale della serie è lo stesso (i casi irrisolti), e molti episodi sembrano somigliarsi nella trama e nei protagonisti. Oltre a ciò, rimane il fatto che Cold Squad è nata svariati anni prima di Cold Case, e cioè nel 1998, rispetto alla serie statunitense, che è del 2003.